# 短期集中!3か月英会話
短期集中!3か月英会話（たんきしゅうちゅう!3かげつえいかいわ）は、NHKラジオ第2放送で2017年4月3日から放送している語学番組である。

## 概要
- CEFRレベルはA2〜B1程度である。（但し、放送毎テーマ別にCEFRレベルは変わる。）
- テキストは毎月14日に税込み486円で発売される。（但し、音声教材などは発売されない。）

## 2017年度 [平成29年度]

### 放送時間
- 月曜日〜水曜日
  - 10:30〜10:45
  - 18:15〜18:30（同日放送分の再放送）
  - 22:00〜22:15（同日放送分の再放送）
- 日曜日
  - 22:55〜23:40（週3回放送分の再放送）

### サブタイトル
- 4月〜6月
  - 『めざせ！スポーツボランティア』CEFRレベルA2
- 7月〜9月
  - 『演劇ワークショップへようこそ!』CEFRレベルA2
- 10月〜12月
  - 『洋楽で学ぶ英文法』CEFRレベルB1
- 1月〜3月
  - 『演劇ワークショップへようこそ!』（7月〜9月の再放送）

### 講師
- 4月〜6月
  - 江口裕之（通訳・翻訳家）
- 7月〜9月
  - ラッセル・トッテン（俳優）
  - 塩屋孔章（ダイアローグコーチ）
- 10月〜12月
  - 畠山雄二（東京農工大学大学院共生科学技術研究院准教授）

### 出演者
- 4月〜6月
  - 藤本ケイ（フリーアナウンサー）
- 7月〜9月
  - 吉竹史（フリーアナウンサー）
- 10月〜12月
  - 秀島史香（ディスクジョッキー、ナレーター）
  - タケカワユキヒデ（シンガーソングライター）